# Гекон колючихвостий
Колючихвостий гекон (Mediodactylus spinicauda) — гекон з роду Mediodactylus підродини Справжні гекони.

## Опис
Це дрібний гекон розміром тулуба до 4,8 см й довжиною хвоста до 4,9 см. Тулуб та голова пласкі. Верхня сторона голови вкрита великими багатокутними горбкуватими лусочками. Тулуб, шийна область й верхня сторона хвоста вкриті дрібними опуклими лусочками, між якими аби як розташовуються округлі горбки, майже вдвічі більші лусочок. Очі великі, круглі, зіниці вертикальні. Верхня поверхня хвоста кільчаста, при цьому кожне кільце утворене 4—5 лусочками, між якими розташовуються по 2—4 спрямованих в сторони горбка, що додають хвоста характерний «колючий» вигляд. У хвості відкладаються запаси жиру, тому у дебелих особин він потовщений біля основи. Кількість преанальних пір від 2 до 3.
Верхня сторона тулуба попелясто-сіра, іноді з охристим відтінком. По спині проходять 5-7 вузьких хвилястих, нерівно окреслених, темних поперечних смуг. Черева має сірувато-білий колір.

## Спосіб життя
Мешкає в передгір'ях на глинястих рівнинах з рідкісною сухою чагарниковою рослинністю. Місцями зустрічається на скелястих схилах з виходами вапняків та у кам'янисто-щебністих долинах. У Копетдазі відомі знахідки цього виду на висоті 1800 м над рівнем моря. Являючи собою ксерофітний вид, віддає перевагу сухим та відкритим ділянкам. Ховається у просторах під каменями, у щілинах в ґрунті та порожнечах під корінням кущів.
Активний у присмерку та вночі. Харчуються дрібними безхребетними та комахами.
Зимують гекони також у щілинах між камінням й у норах гризунів. Навесні з'являється на поверхні в середині березня. Видає тихі мелодійні звуки, подібні до писка сірого гекона, вони віддалено нагадують пісню зеленої жаби.
Статева зрілість настає після другої зимівлі. Це яйцекладні гекони. Самки в середині квітнявідкладають 1-2 овальних яйця, покритих жорсткої білої вапняної шкаралупою яєць. Другу кладку роблять в середині червня. Яйця відносно великі для такої дрібної ящірки, їх розмір 7×5 мм. Тривалість інкубації — 70-80 днів. Молоді гекони розміром 1,7-1,8 см та довжиною хвоста 1,4 см починають з'являтися у липні.

## Розповсюдження
Рідкісний вид з досить низькою, але стабільною чисельністю. Колючехвостий гекон поширений у північно-східному Ірані та у південному Туркменістані в передгір'ях центрального та західного Копетдагу. Ареал охоплює не тільки власне Копетдаг, але і його відроги — хребет Кюрендаг і західний Бадхиз, де він мешкає у горах і передгір'ях правобережжя річки Теджен. Ймовірно, може бути знайдений у всьому масиві Туркменістан-Хорасанського гір.